# Saint-Martin (Aire-sur-la-Lys)
Saint-Martin, ook Saint-Martin-lez-Aire, (Nederlands: Sint-Maarten) is een gehucht in de Franse gemeente Aire-sur-la-Lys in het departement Pas-de-Calais. Het ligt een kilometer ten noorden van de historische stadskern van Aire-sur-la-Lys, waarmee het tegenwoordig via lintbebouwing verbonden is. Saint-Martin ligt langs de weg naar Sint-Omaars, op een heuvelrand boven het Leiedal waarin het centrum van Aire-sur-la-Lys ligt.

## Geschiedenis
Saint-Martin is een van de oude kernen waaruit de stad ontstond. De plaats zou vroeger Melomodium hebben geheten, waarvan een oude vermelding uit de 11de eeuw dateert als Mellomodium. Verwijzingen naar de kerk, gewijd aan Sint-Maarten, zouden al zeker teruggaan tot de 9de eeuw. De parochie omvatte de hele streek; pas in de 12de eeuw werd de parochie van de Sint-Pieterskerk in Aire-sur-la-Lys afgesplitst. Het gehucht zelf werd uiteindelijk naar de patroonheilige genoemd, Mont Saint-Martin of kortweg Saint-Martin of Sint-Maarten in het Nederlands. Zo dateert uit de 14de eeuw een vermelding als Saint-Martin d'Aire. De gehuchten Widdebrouck en Garlinghem waren kerkelijk afhankelijk van de parochie van Saint-Martin.
In Saint-Martin bevond zich een leprozerie, waarschijnlijk gesticht nog voor 1200. Het aantal leprozen daalde de volgende eeuwen tot de instelling in 1672 bij het Hôpital Saint-Jean-Baptiste van Aire-sur-la-Lys werd gevoegd en de gebouwen verdwenen. De kerk van Saint-Martin bevond zich oorspronkelijk op de plaats van de huidige begraafplaats, maar in 1727 werd noordelijker een nieuwe kerk opgetrokken. In de 18de eeuw werden in Frankrijk om hygiënische redenen kerkhoven in stadskernen verplaatst naar begraafplaatsen buiten de stadscentra. In Aire-sur-la-Lys werden zo de kerkhoven van de binnen de stadsmuren gelegen Sint-Pieterskerk en de Église Notre-Dame ontruimd en besliste men in 1788 op de hospitaalgronden in Saint-Martin een stedelijke begraafplaats in te richten.
Op het eind van het ancien régime werd Saint-Martin, net als zijn afhankelijke gehuchten, ondergebracht in de gemeente Aire-sur-la-Lys. De Sint-Maartenskerk werd verkocht als nationaal goed en gesloopt.

## Bezienswaardigheden
- De gemeentelijke Begraafplaats van Aire-sur-la-Lys, waarop zich een Britse militaire perk bevindt met ongeveer 900 gesneuvelden uit de Eerste Wereldoorlog.

## Verkeer en vervoer
Door Saint-Martin loopt de weg van Aire-sur-la-Lys naar Sint-Omaars.
Aire-sur-la-Lys · Garlinghem · Glomenghem · Grand Neufpré · Houleron · La Jumelle · La Lacque · Lenglet · Mississippi · Moulin le Comte · Pecqueur · Petit Neufpré · Rincq · Saint-Martin · Saint-Quentin · Widdebrouck

Lijst van Franse gemeenten · Arrondissement Sint-Omaars · Pas-de-Calais · Hauts-de-France